# Franz Kosch
Franz Kosch (* 19. November 1894 in Steyr; † 28. November 1985 in Wien) war ein österreichischer Theologe, Priester, Musikpädagoge, Musikwissenschaftler und Komponist.

## Leben und Wirken
Franz Kosch sang von 1905 bis 1909 im Knabenchor des Stephansdoms, studierte von 1914 bis 1918 an der Universität Wien Theologie und wurde danach zum Priester geweiht. Während seines Studiums wurde er 1915 Mitglied der K.Ö.St.V. Aargau Wien. Von 1919 bis 1927 war er Musikpräfekt am Knabenseminar Hollabrunn. Daneben studierte er von 1921 bis 1924 Musikwissenschaft bei Guido Adler und promovierte. In Solesmes bildete er sich von 1924 bis 1931 bei dom Joseph Gajard zum Lehrer für gregorianischen Choral aus. Nach beruflicher Tätigkeit als Mittelschullehrer und Dozent für Choral war er von 1933 bis 1960 an der Wiener Musikakademie an der Abteilung für Kirchenmusik als Professor für Choralgesang tätig, ab 1938 als Vorstand.
In der katholischen Kirche gründete und leitete er die Diözesankommission für Kirchenmusik der Erzdiözese Wien und hatte leitende Funktionen beim Internationalen Kongress für katholische Kirchenmusik 1954 in Wien. Von 1958 bis 1964 war er Lehrbeauftragter an der Katholisch-Theologischen Fakultät der Universität Wien.
Sein kompositorisches Werk umfasst Motetten, Lieder und Choralbearbeitungen. Er war u. a. Mitglied der Innviertler Künstlergilde. 
Kosch wurde am Wiener Zentralfriedhof bestattet.